# 北澤弗希爾斯 (佛羅里達州)
北澤弗希爾斯（英語：Zephyrills North）是位於美國佛羅里達州帕斯科縣的一個人口普查指定地區。

## 地理
北澤弗希爾斯的座標為28°15′00″N 82°09′56″W / 28.25000°N 82.16556°W，而該地最高點為海拔高度29米（即95英尺）。

## 人口
根據2010年美國人口普查的數據，北澤弗希爾斯的面積為2.80平方千米，當中陸地面積為2.80平方千米，而水域面積為0.00平方千米。當地共有人口2544人，而人口密度為每平方千米908人。